# Louis Touchagues
Louis Touchagues (Saint-Cyr-au-Mont-d'Or, 28 d'abril[ de 1893 - París, 20 de juliol de 1974) va ser un pintor, dibuixant, il·lustrador i decorador francès.

## Biografia
Louis Touchagues va arribar a París en 1923 per exercir om a dibuixant-il·lustrador en diversos diaris il·lustrats (L'Art vivant, Paris-Journal, Les Nouvelles littéraires) i satíriques (Le Crapouillot, Le Charivari). També serà dibuixant parlamentari, delegat per Beaux-Arts com a ponent en la primera conferència de pau i a l'arribada del general de Gaulle a París.
Ha il·lustrat molts llibres de Colette, Sacha Guitry, Marcel Achard, Marcel Aymé, Georges Duhamel, Joseph Delteil (Jeanne d'Arc), i es va donar a conèixer a través de tres àlbums (Femmes et modèles, La Parisienne i Vagues à St-Tropez) com a dibuixant de la dona. Utilitzava com a model la jove Jeanne i estarà a l'origen de la seva carrera a través del seu amic Michel de Brunhoff Com a pintor, va exposar al costat de Marc Chagall, Raoul Dufy, Ossip Zadkine, i Marie Laurencin.
El seu gust per la decoració el va portar a crear escenaris i vestits de teatre per als seus amics de Lió Henri Béraud i Marcel Achard, però també decoracions en porcellana per a Camille Le Tallec També treballà per Charles Dullin a l'Atelier, i perLouis Jouvet a la Comédie-Française. Va realitzar un dels catorze tableaux, titulat Place de la Concorde, de l'espectacle itinerant Le Théâtre de la Mode Louis Touchagues també fou el decorador organitzador de grans vetllades. Les seves obres tindran com a resultat molts murals i frescos per a particulars: frescos de la Capella de l'Ermita del Mont Cindre a Saint-Cyr-au-Mont-d'Or vora Lió, el sostre mòbil de Lasserre, vidres pintats per a finestres del Museu d'Art Modern de París. També decora el fumador de bar de la Comédie-Française.
També va adoptar els pseudònims Chag i Chagues. Va ser actor a Paris je t’aime de Guy Perol

## Posteritat
Una associació, creada el 1993, amb l'objectiu de "retornar a l'obra del pintor Louis Touchagues, el seu merescut lloc al patrimoni artístic de França", va implementar la restauració del fresc del porxo de la capella de l'Ermita el 1998, després la de l'altar el 2002.

## Exposicions
- Claude Robert, comissari-subhastador, tres ventes de l'atelier Louis Touchagues, Hôtel Drouot, Paris, octobre 1976, mars 1977, 15 octobre 1979[8]

## Obres d'il·lustració
- Jean Cassou, Frédégonde, Paris, éditions Trémois, 1928, coll. « La Galerie des Grandes Courtisanes » Plantilla:Numéro
- Prosper Mérimée, Le Carrosse du Saint-Sacrement, Paris, René Kieffer, 1928
- Lord Byron, Le Pèlerinage de Childe-Harold, Paris, éditions Trémois, 1930
- Jean de La Fontaine, Fables, éditions du Sagittaire, 1931
- Michel Georges-Michel, les Montparnos, Ed. Arthème Fayard (Paris) 1933.
- Alphonse Daudet, Contes, Paris, Mame, 1938
- Longus, Daphnis et Chloé, Paris, éditions du Bélier, 1945
- André Wurmser, Dictionnaire pour l'intelligence des choses de ce temps, Paris, Sagittaire, 1946, in-16°, XXVIII-118 p.
- Colette, Florie, Cap d'Antibes, 1946
- Pierre Benoît, Koenigsmark, Monaco, 1946.
- Michèle de Biran, Seuls à deux, Les Éditions du Mouflon, 1947
- Verlaine, Odes en son honneur, Paris, éditions du Bélier, 1948
- Robert Rey, La Parisienne, Paris, De Valence, 1949
- En dessinant l'époque, Paris, Éditions Horay, 1954
- Maria Pia de Saxe-Cobourg Bragance, Mémoires d'une infante vivante, Paris, Éditions mondiales Del Duca, 1957
- Maurice Maeterlinck, L'Oiseau bleu, Paris, Éditions du Compagnonnage, 1961, et Éditions Rombaldi-Éditions du Compagnonnage, collection des pris Nobel de littérature, 1968.
- André Maurois, Œuvres, 5 volumes illustrés par André Dunoyer de Segonzac, Gabriel Dauchot, Louis Touchagues, Emili Grau i Sala… Pierre de Tartas et Éditions Rombaldi, 1969.